# Hanna Haponova
Hanna Haponova (en ukrainien : Ганна Валентинівна Гапонова), née le 28 octobre 1985 à Kharkiv, est une pongiste ukrainienne.

## Carrière
En 2015, elle reçoit la médaille de bronze par équipe au championnat d'Europe, avec Tetiana Bilenko et Margaryta Pesotska.
Hanna participait aux Jeux olympiques d'été de 2020.